# 孟買鰳
孟買鰳為輻鰭魚綱鲱形目鋸腹鰳科的其中一種，為熱帶海水魚，分布於亞洲印度孟買及本地治理半鹹水、海域，深度0-50公尺，體長可達7.4公分，棲息在沿海及河口區水域，生活習性不明。

## 擴展閱讀
維基物種上的相關：孟買鰳